# Schefflera khasiana
Schefflera khasiana là một loài thực vật có hoa trong Họ Cuồng cuồng. Loài này được (C.B.Clarke) R.Vig. miêu tả khoa học đầu tiên năm 1909.